# Hoquei sobre herba als Jocs Olímpics d'estiu de 2004 - Competició femenina
Als Jocs Olímpics d'Estiu de 2004 celebrats a la ciutat d'Atenes (Grècia) es realitzà una competició en categoria femenina d'hoquei sobre herba, que juntament amb la categoria masculina disputada formà part del programa oficial dels Jocs. La competició es disputà entre els dies 14 i 26 d'agost de 2004 al Centre Olímpic d'Hoquei del Complex Olímpic d'El·linikó.

## Comitès participants
Hi participaren un total de 160 jugadors d'hoquei de 10 comitès nacionals diferents:
| - Alemanya - Austràlia - Argentina - Corea del Sud - Espanya |  | - Japó - Nova Zelanda - Països Baixos - Sud-àfrica - R.P. de la Xina |

## Resum de medalles
| Prova         | Or | Argent | Bronze |
| Hoquei femení | AlemanyaTina Bachmann · Caroline Casaretto · Nadine Ernsting-Krienke · Franziska Gude · Mandy Haase · Natascha Keller · Denise Klecker · Anke Kühn · Badri Latif · Heike Lätzsch · Sonja Lehmann · Silke Müller · Fanny Rinne · Marion Rodewald · Louisa Walter · Julia Zwehl | Països BaixosMinke Booij · Ageeth Boomgaardt · Chantal de Bruijn · Lisanne de Roever · Mijntje Donners · Sylvia Karres · Fatima Moreira de Melo · Eefke Mulder · Maartje Scheepstra · Janneke Schopman · Clarinda Sinnige · Minke Smabers · Jiske Snoeks · Macha van der Vaart · Miek van Geenhuizen · Lieve van Kessel | ArgentinaPaola Vukojicic · Cecilia Rognoni · Marine Russo · Ayelén Stepnik · Maripaz Hernández · Mercedes Margalot · Vanina Oneto · Agustina García · Mariana González · Alejandra Gulla · Luciana Aymar · Claudia Burkart · Marina di Giacomo · Magdalena Aicega · Mariela Antoniska · Inés Arrondo |

## Medaller
| Posició | País          | Or | Argent | Bronze | Total |
| 1       | Alemanya      | 1  | 0      | 0      | 1     |
| 2       | Països Baixos | 0  | 1      | 0      | 1     |
| 3       | Argentina     | 0  | 0      | 1      | 1     |

## Resultats

### Primera ronda
Grup A
| Equip           | J | G | E | P | GF | GC | Pts |
| --------------- | - | - | - | - | -- | -- | --- |
| R.P. de la Xina | 4 | 4 | 0 | 0 | 11 | 2  | 12  |
| Argentina       | 4 | 3 | 0 | 1 | 12 | 4  | 9   |
| Japó            | 4 | 2 | 0 | 2 | 5  | 7  | 6   |
| Nova Zelanda    | 4 | 1 | 0 | 3 | 3  | 9  | 3   |
| Espanya         | 4 | 0 | 0 | 4 | 3  | 12 | 0   |

| 14 d'agost de 2004 10:30                       |       |      |                                                     |  |
| R.P. de la Xina                                | 3 – 0 | Japó | Àrbitres: Marelize de Klerk (RSA) Renee Cohen (NED) |  |
| Fu Baorong 7' Tang Chunling 39' Chen Qiuqi 67' |       |      | Àrbitres: Marelize de Klerk (RSA) Renee Cohen (NED) |  |

| 14 d'agost de 2004 20:00                                 |       |         |                                                   |  |
| Argentina                                                | 4 – 0 | Espanya | Àrbitres: Julie Ashton-Lucy (AUS) Ute Conen (GER) |  |
| Stepnik 11' Rognoni 25' González Oliva 28' V. Garcia 69' |       |         | Àrbitres: Julie Ashton-Lucy (AUS) Ute Conen (GER) |  |

| 16 d'agost de 2004 08:30 |       |                                          |                                                 |  |
| Japó                     | 1 – 3 | Argentina                                | Àrbitres: Minka Woolley (AUS) Lyn Farrell (NZL) |  |
| Komazawa 27'             |       | Arrondo 19' A. García 37' Di Giacomo 58' | Àrbitres: Minka Woolley (AUS) Lyn Farrell (NZL) |  |

| 16 d'agost de 2004 18:00 |       |                               |                                                        |  |
| Nova Zelanda             | 0 – 2 | R.P. de la Xina               | Àrbitres: Jean Duncan (GBR) Soledad Iparraguirre (ARG) |  |
|                          |       | Ma Yibo 16' Tang Chunling 41' | Àrbitres: Jean Duncan (GBR) Soledad Iparraguirre (ARG) |  |

| 18 d'agost de 2004 08:30                       |       |         |                                                   |  |
| R.P. de la Xina                                | 3 – 0 | Espanya | Àrbitres: Sarah Garnett (NZL) Minka Woolley (AUS) |  |
| Tang Chunling 14' Fu Baorong 35' Gao Lihua 58' |       |         | Àrbitres: Sarah Garnett (NZL) Minka Woolley (AUS) |  |

| 18 d'agost de 2004 20:00 |       |              |                                                            |  |
| Japó                     | 2 – 0 | Nova Zelanda | Àrbitres: Carolina de la Fuente (ARG) Gina Spitaleri (ITA) |  |
| Komori 18', 52'          |       |              | Àrbitres: Carolina de la Fuente (ARG) Gina Spitaleri (ITA) |  |

| 20 d'agost de 2004 10:30 |       |                               |                                                        |  |
| Nova Zelanda             | 0 – 3 | Argentina                     | Àrbitres: Chieko Akiyama (JPN) Julie Ashton-Lucy (AUS) |  |
|                          |       | Aymar 8' Oneto 38' García 53' | Àrbitres: Chieko Akiyama (JPN) Julie Ashton-Lucy (AUS) |  |

| 20 d'agost de 2004 20:00 |       |                          |                                             |  |
| Espanya                  | 1 – 2 | Japó                     | Àrbitres: Jean Duncan (GBR) Ute Conen (GER) |  |
| Termens 67'              |       | Morimoto 5' Komazawa 34' | Àrbitres: Jean Duncan (GBR) Ute Conen (GER) |  |

| 22 d'agost de 2004 10:30 |       |                                             |                                                        |  |
| Espanya                  | 2 – 3 | Nova Zelanda                                | Àrbitres: Chieko Akiyama (JPN) Julie Ashton-Lucy (AUS) |  |
| Goikoetxea 21', 40'      |       | Provan 21' Roberts-Lang 30' Igasan 50' (PS) | Àrbitres: Chieko Akiyama (JPN) Julie Ashton-Lucy (AUS) |  |

| 22 d'agost de 2004 18:00 |       |                                             |                                                 |  |
| Argentina                | 2 – 3 | R.P. de la Xina                             | Àrbitres: Renee Cohen (NED) Minka Woolley (AUS) |  |
| Aymar 17', 34'           |       | Ma Yibo 9' Fu Baorong 16' Tang Chunling 47' | Àrbitres: Renee Cohen (NED) Minka Woolley (AUS) |  |

Grup B
| Equip         | Pld | W | D | L | GF | GA | Pts |
| ------------- | --- | - | - | - | -- | -- | --- |
| Països Baixos | 4   | 4 | 0 | 0 | 14 | 5  | 12  |
| Alemanya      | 4   | 2 | 0 | 2 | 6  | 10 | 6   |
| Corea del Sud | 4   | 1 | 1 | 2 | 9  | 8  | 4   |
| Austràlia     | 4   | 1 | 1 | 2 | 6  | 5  | 4   |
| Sud-àfrica    | 4   | 1 | 0 | 3 | 5  | 12 | 3   |

| 14 d'agost de 2004 08:30                                               |       |                |                                                  |  |
| Països Baixos                                                          | 6 – 2 | Sud-àfrica     | Àrbitres: Lyn Farrell (NZL) Gina Spitaleri (ITA) |  |
| Donners 6', 19', 37' Boomgaardt 15' Moreira de Melo 23' Scheepstra 25' |       | Wilson 7', 53' | Àrbitres: Lyn Farrell (NZL) Gina Spitaleri (ITA) |  |

| 14 d'agost de 2004 18:00 |       |                                  |                                                           |  |
| Austràlia                | 1 – 2 | Alemanya                         | Àrbitres: Soledad Iparraguirre (ARG) Chieko Akiyama (JPN) |  |
| Towers 58'               |       | Ernsting-Krienke 21' Mueller 34' | Àrbitres: Soledad Iparraguirre (ARG) Chieko Akiyama (JPN) |  |

| 16 d'agost de 2004 10:30 |       |                                       |                                               |  |
| Sud-àfrica               | 0 – 3 | Austràlia                             | Àrbitres: Sarah Garnett (NZL) Ute Conen (GER) |  |
|                          |       | Towers 28' Faulkner 34' Gallagher 59' | Àrbitres: Sarah Garnett (NZL) Ute Conen (GER) |  |

| 16 d'agost de 2004 20:00               |       |                                  |                                                               |  |
| Corea del Sud                          | 2 – 3 | Països Baixos                    | Àrbitres: Caroline de la Fuente (ARG) Julie Ashton-Lucy (AUS) |  |
| Kim Jin-Kyoung 19' Park Jeong-Sook 57' |       | Van der Vaart 26', 35' Booij 40' | Àrbitres: Caroline de la Fuente (ARG) Julie Ashton-Lucy (AUS) |  |

| 18 d'agost de 2004 10:30                                   |       |                      |                                                        |  |
| Països Baixos                                              | 4 – 1 | Alemanya             | Àrbitres: Chieko Akiyama (JPN) Marelize de Klerk (RSA) |  |
| Scheepstra 7' Boomgaardt 19' Van Geenhuizen 21' Karres 29' |       | Ernsting-Krienke 40' | Àrbitres: Chieko Akiyama (JPN) Marelize de Klerk (RSA) |  |

| 18 d'agost de 2004 18:00 |       |                                                 |                                               |  |
| Sud-àfrica               | 0 – 3 | Corea del Sud                                   | Àrbitres: Jean Duncan (GBR) Renee Cohen (NED) |  |
|                          |       | Ko Kwang-Min 17' Lee Seon-Ok 35' Kim Yun-Mi 46' | Àrbitres: Jean Duncan (GBR) Renee Cohen (NED) |  |

| 20 d'agost de 2004 08:30           |       |                      |                                                              |  |
| Corea del Sud                      | 2 – 2 | Austràlia            | Àrbitres: Soledad Iparraguirre (ARG) Marelize de Klerk (RSA) |  |
| Park Mi-Hyun 31' Kim Seong-Eun 46' |       | Dobson 6' Powell 43' | Àrbitres: Soledad Iparraguirre (ARG) Marelize de Klerk (RSA) |  |

| 20 d'agost de 2004 18:00 |       |                                    |                                                 |  |
| Alemanya                 | 0 – 3 | Sud-àfrica                         | Àrbitres: Lyn Farrell (NZL) Sarah Garnett (NZL) |  |
|                          |       | Wehmeyer 4' Coetzee 45' Wilson 56' | Àrbitres: Lyn Farrell (NZL) Sarah Garnett (NZL) |  |

| 22 d'agost de 2004 08:30         |       |                                    |                                                                  |  |
| Alemanya                         | 3 – 2 | Corea del Sud                      | Àrbitres: Carolina de la Fuente (ARG) Soledad Iparraguirre (ARG) |  |
| Kuehn 11' Gude 30' Casaretto 59' |       | Park Mi-Hyun 32' Kim Seong-Eun 70' | Àrbitres: Carolina de la Fuente (ARG) Soledad Iparraguirre (ARG) |  |

| 22 d'agost de 2004 20:00 |       |               |                                                        |  |
| Austràlia                | 0 – 1 | Països Baixos | Àrbitres: Marelize de Klerk (RSA) Gina Spitaleri (ITA) |  |
|                          |       | Donners 47'   | Àrbitres: Marelize de Klerk (RSA) Gina Spitaleri (ITA) |  |

### Semifinals
| 24 d'agost de 2004 18:00 |                       |                       |                                                 |  |
| Països Baixos            | 2 – 2 (penalts:4 – 2) | Argentina             | Àrbitres: Lyn Farrell (NZL) Minka Woolley (AUS) |  |
| Karres 41' Donners 45'   |                       | García 17' Aicega 68' | Àrbitres: Lyn Farrell (NZL) Minka Woolley (AUS) |  |

| 24 d'agost de 2004 20:30 |                       |          |                                                              |  |
| R.P. de la Xina          | 0 – 0 (penalts:3 – 4) | Alemanya | Àrbitres: Marelize de Klerk (RSA) Soledad Iparraguirre (ARG) |  |
|                          |                       |          | Àrbitres: Marelize de Klerk (RSA) Soledad Iparraguirre (ARG) |  |

### 3r lloc
| 26 d'agost de 2004 18:00 |       |                 |                                             |  |
| Argentina                | 1 – 0 | R.P. de la Xina | Àrbitres: Renee Cohen (NED) Ute Conen (GER) |  |
| Aymar 70'                |       |                 | Àrbitres: Renee Cohen (NED) Ute Conen (GER) |  |

### Final
| 26 d'agost de 2004 20:30 |       |                   |                                                              |  |
| Països Baixos            | 1 – 2 | Alemanya          | Àrbitres: Marelize de Klerk (RSA) Soledad Iparraguirre (ARG) |  |
| Scheepstra 38'           |       | Kuehn 6' Gude 20' | Àrbitres: Marelize de Klerk (RSA) Soledad Iparraguirre (ARG) |  |